# 기아나붉은고함원숭이
기아나붉은고함원숭이 (Alouatta macconnelli)는 신세계원숭이에 속하는 고함원숭이의 일종이다. 가이아나와 트리니다드, 프랑스령 기아나 그리고 브라질이 원산지이다.